# 阿部正瞭
阿部 正瞭（あべ まさあきら）は、江戸時代後期の大名。陸奥国白河藩3代藩主。官位は従五位下・能登守。忠秋系阿部家11代。

## 経歴
文化10年（1813年）8月20日、三河国吉田藩主・松平信明の十四男として江戸谷中にて誕生。文化13年（1816年）9月2日に旗本・杉浦房次郎の仮養子となる。天保2年（1831年）10月に陸奥白河藩主・阿部正篤の養子となり、間もなく正篤が隠居したため家督を継いだ。
幼少期から聡明として知られ、天保7年（1836年）6月17日に奏者番に任じられ、天保8年（1837年）7月20日には寺社奉行を兼任するなど、将来を嘱望されていたが、正瞭は病弱だったため天保9年（1838年）5月12日（実際は4月10日）に26歳で死去した。
家督は養子・正備が継いだ。

## 系譜
父母
- 松平信明（実父）
- 利和 ー 神原氏（実母）
- 阿部正篤（養父）

正室
- 彩 ー 松平康任の養女、永井直与の娘

子女
- 阿部善七郎
- 阿部禎之進
- 阿部拎鋼
- 娘

養子
- 阿部正備 ー 大村純昌の五男